# Валперейзо (Флорида)
Валперейзо (англ. Valparaiso) — місто (англ. city) в США, в окрузі Окалуса штату Флорида. Населення — 4752 особи (2020).

## Географія
Валперейзо розташоване за координатами 30°29′24″ пн. ш. 86°30′53″ зх. д. / 30.49000° пн. ш. 86.51472° зх. д. (30.490067, -86.514831).  За даними Бюро перепису населення США в 2010 році місто мало площу 32,96 км², з яких 30,68 км² — суходіл та 2,28 км² — водойми.

## Демографія
Згідно з переписом 2010 року, у місті мешкало 5036 осіб у 1712 домогосподарствах у складі 1031 родини. Густота населення становила 153 особи/км².  Було 1939 помешкань (59/км²).
Расовий склад населення:
| - 84,6 % — білих - 5,7 % — чорних або афроамериканців - 3,6 % — азіатів - 0,6 % — корінних американців - 0,2 % — вихідців з тихоокеанських островів |

До двох чи більше рас належало 4,5 %. Частка іспаномовних становила 5,5 % від усіх жителів.
За віковим діапазоном населення розподілялося таким чином: 13,6 % — особи молодші 18 років, 72,3 % — особи у віці 18—64 років, 14,1 % — особи у віці 65 років та старші. Медіана віку мешканця становила 28,2 року. На 100 осіб жіночої статі у місті припадало 143,9 чоловіків;  на 100 жінок у віці від 18 років та старших — 147,7 чоловіків також старших 18 років.
Середній дохід на одне домашнє господарство  становив 64 628 доларів США (медіана — 51 082), а середній дохід на одну сім'ю — 76 041 долар (медіана — 75 483). Медіана доходів становила 25 054 долари для чоловіків та 29 167 доларів для жінок. За межею бідності перебувало 12,1 % осіб, у тому числі 23,3 % дітей у віці до 18 років та 2,7 % осіб у віці 65 років та старших.
Цивільне працевлаштоване населення становило 1674 особи. Основні галузі зайнятості: освіта, охорона здоров'я та соціальна допомога — 17,6 %, роздрібна торгівля — 15,1 %, мистецтво, розваги та відпочинок — 14,4 %.